# Neuropsychanalyse
 (mai 2020).
Si vous disposez d'ouvrages ou d'articles de référence ou si vous connaissez des sites web de qualité traitant du thème abordé ici, merci de compléter l'article en donnant les références utiles à sa vérifiabilité et en les liant à la section « Notes et références ».
La neuropsychanalyse est un courant qui cherche à faire dialoguer les conceptions de la psychanalyse, de la neuropsychologie, des sciences cognitives.

## Histoire
Le fondateur de l'approche psychanalytique, Sigmund Freud, était lui-même neurologue (il s'intéressait à la neuropathologie de la moelle épinière chez Ernest Brücke).
Son premier ouvrage sur la névrose devait être l'Esquisse pour une psychologie scientifique, explicitant d'un point de vue neuronal le fonctionnement de ce que Freud nomme aussi l'âme, y compris l'inconscient. 
Cet ouvrage ne fut pas achevé et Freud abandonna le rapprochement de ses théories sur le trauma sexuel avec ses connaissances neurologiques. Il ne tenta plus de lier psychanalyse et neurosciences, mais exprima l'avis que la connaissance du cerveau finirait peut-être par supplanter la psychanalyse. Il n'abandonnait donc le point de vue biologique que par nécessité : « Je suis loin de penser que la psychanalyse flotte dans les airs et n'a pas de fondements organiques. Néanmoins, tout en étant convaincu de l'existence de ces fondements, mais n'en sachant davantage ni en théorie ni en thérapeutique, je me vois contraint de me comporter comme si je n'avais affaire qu'à des facteurs psychologiques. »
Les deux disciplines demeurèrent longtemps sans passerelle, soit que le problème méthodologique soit considéré comme insurmontable, soit que les thèses freudiennes soient considérées comme erronées. Certains psychanalystes et chercheurs en neurosciences exprimèrent cependant l'opinion d'un intérêt quant à un dialogue interdisciplinaire. 
En 2000 est créée par la Société internationale de neuropsychanalyse, présidée par Mark Solms, professeur de neuropsychologie. 
L'intérêt pour la neuropsychanalyse semble actuellement cantonné aux pays anglo-saxons et cette discipline ne trouve que très peu d'écho en France. Des scientifiques renommés s'y intéressent cependant, comme Antonio Damasio ou Eric Kandel, prix Nobel de physiologie ou médecine en 2000.

## Méthodologie
- Méthode anatomo-clinique
- Observation des effets d'agents psycho-pharmacologiques

## Parallèle
La neuropsychanalyse ne propose pas de « doctrine », de théorie centrale, mais plutôt recherche des concepts permettant le dialogue entre des disciplines aux approches différentes.

### Topologies

IRM d’un cerveau humain.

La psychanalyse considère différentes parties du psychisme, selon des topiques : la première topique distingue inconscient, préconscient et conscient, la seconde topique considère un ça, un Moi et un surmoi. Freud précise d'emblée que ces topiques ne correspondent pas nécessairement à une donnée spatiale. 
Quel rapport établir entre l'appareil psychique et le système nerveux central ?
Selon Mark Solms, la région centrale du tronc cérébral et le système limbique correspondent au ça freudien. La région frontale ventrale, la région frontale dorsale et le cortex postérieur correspondraient au moi et au surmoi. Cette hypothèse ne manquera cependant pas d'étonner à la fois psychanalystes et neuroscientifiques. Les seconds feront remarquer l'incroyable diversité de fonctions cognitives sous-tendues par les deux ensembles hétérogènes cité par Solms, ainsi que leur caractère éminemment intégré. Comme le développe Damasio, les aspects affectifs et émotionnels, qui impliquent plus le système limbique, seraient indispensables à l'élaboration d'une pensée rationnelle et pourraient même se situer aux fondements du sens moral, ce qui constitue une remise en cause flagrante de l'hypothèse de Solms. L'association entre cortex frontal et postérieur dans une entité globale est discuté dans le cadre de la diversité et la complexité des fonctions sous-tendues par le premier et l'aspect majoritairement perceptif du second.

### Mémoires
Lien entre lobe  frontal zone du langage et mémoire.

### Trois inconscients
La psychanalyse est connue pour sa théorie d'un inconscient, d'abord apparenté aux représentations refoulées, c'est-à-dire une part du psychisme pourtant non consciente. La psychologie cognitive considère certains mécanismes psychiques implicites, non conscients. La théorisation de ces deux inconscients met cependant en jeu des méthodes et des approches fort différentes. 
L'inconscient de la psychanalyse peut correspondre à des représentations complexes, des parties du Moi, ne pouvant être connus qu'indirectement, et notamment par le biais de l'association libre, des symptômes, erreurs, actes manqués, lapsus, etc. 
La psychologie cognitive considère un inconscient qui s'apparente aux fonctions cognitives moins complexes, de bas étage, implicites. 
Une troisième théorie d'un inconscient est fournie par la psychologie évolutionniste, qui considère des schèmes comportementaux acquis au long de l'évolution darwinienne. 
Ces trois inconscients diffèrent de par leur contenu, ainsi que par l'approche qui les considère. Bien qu'il mette en garde contre l'idée de couches successives qui constitueraient le cerveau, selon Jean-François Dortier les liens ne sont pas impossibles, en raison des travaux disponibles : quant à la perception, la mémoire, l'éthologie humaine ou encore la psychiatrie.

### Plasticité cérébrale
Les réseaux associatifs liant les neurones, hautement complexes, semblent évoluer tout au long de la vie. L'activité cérébrale se modifie donc avec le temps. D'autre part, et selon Damasio, existent des marqueurs somatiques signalant par un vécu corporel des conduites à éviter. Selon Ansermet et Magistretti, le lien entre l'expérience et les états somatiques révèle un lien entre la biologie et la métapsychologie : « les concepts psychanalytiques d'inconscient et de pulsion se trouvent ainsi avoir une résonance biologique ».

### Lésions
La neuropsychanalyse ouvre d'abord le champ de la psychanalyse aux lésions cérébrales, génératrices de handicaps.

## Difficultés
Nombre de psychanalystes et de biologistes dédaignent cette volonté de rapprocher des disciplines aux méthodes si différentes. 
Par exemple, Christophe Chaperot, Viorica Celacu et Christian Pisani considèrent que « dans la mesure où deux sciences ne peuvent véritablement s'associer que sur la base de l'exigence épistémologique d'une identité de leurs objets, la psychanalyse et les neurosciences sont vouées à garder leurs distances. »

#### Ouvrages
- K.M Pribram et M.M Gill, Le projet de psychologie scientifique de Freud : un nouveau regard, PUF, 1968
- Sigmund Freud, L'esquisse d'une psychologie scientifique, 1895, in La naissance de la psychanalyse, PUF, 2002
- Jean Benjamin Stora, La neuro-psychanalyse, Que sais-je?, 2006
- Xavier Saint-Martin, L'appareil psychique dans la théorie de Freud. Essai de psychanalyse cognitive, L'Harmattan 2007
- Collectif, Vers une neuropsychanalyse ?, Odile Jacob, 2010
- Collectif Neuroscience et psychanalyse : Une rencontre autour de la singularité  Odile Jacob, 2010
- Gérard Pommier, Comment les neurosciences démontrent la psychanalyse, Flammarion 2010
- Georg Northoff, Neuropsychoanalysis in practice: brain, self, and objects. Oxford University Press, 2011.
- Serafino Malaguarnera, Dictionnaire de neuropsychanalyse, CreateSpace Independent Publishing, 2016,  (ISBN 978-1539173748).

#### Articles de revue
- S. Bertrand, La neuropsychanalyse: processus psychologique, processus chimique, Article paru dans Neurobiologie, novembre 2006
- Pierre Fédida, Le canular de la neuropsychanalyse, article paru dans La Recherche hors série n3 (avril 2000)
- Henri Korn, L’inconscient à l’épreuve des neurosciences, article paru dans Le Monde diplomatique, septembre 1989, page 17.
- Dossier dans la revue Sciences humaines, n166 (décembre 2005)